# Odontaster meridionalis
Odontaster meridionalis är en sjöstjärneart som först beskrevs av E.A. Smith 1876.  Odontaster meridionalis ingår i släktet Odontaster och familjen Odontasteridae. Inga underarter finns listade i Catalogue of Life.